# Weikendorf
Weikendorf je městys v Rakousku ve spolkové zemi Dolní Rakousy v okrese Gänserndorf.

## Geografie

### Geografická poloha
Weikendorf se nachází ve spolkové zemi Dolní Rakousy v regionu Weinviertel. Rozloha území městyse činí 46,3 km², z nichž 12,4 % je zalesněných.

### Části obce
Území městyse Weikendorf se skládá ze čtyř částí (v závorce uveden počet obyvatel k 1. 1. 2017):
- Dörfles (262)
- Stripfing (332)
- Tallesbrunn (299)
- Weikendorf (1 122)

### Sousední obce
- na severu: Prottes, Angern an der March
- na východě: Weiden an der March
- na jihu: Untersiebenbrunn
- na západě: Gänserndorf

## Politika

### Obecní zastupitelstvo
Obecní zastupitelstvo se skládá z 19 členů. Od komunálních voleb v roce 2015 zastávají následující strany tyto mandáty:
- 13 ÖVP
- 5 SPÖ
- 1 FPÖ

### Starosta
Nynějším starostou městyse Weikendorf je Johann Zimmermann ze strany ÖVP.